# 君得
君得（?—?），《资治通鉴》作君德，1世纪（中国东汉初年）西域于阗国王（今新疆和田地区），莎车国（今新疆莎车县）人。
在两汉之际，西域最强大的国家是莎车国。汉光武帝建武末年（50年代），莎车王贤吞并于阗，将于阗国王俞林迁移到骊归为骊归王。立俞林之弟位侍为王。一年后，杀位侍，强占了于阗、大宛、妫塞等三国，派莎车将领镇守。镇守于阗的是君得。汉明帝永平年间（60年代），于阗人杀死了君得，拥立本族首领休莫霸为于阗王。
| 前任： 俞林 | 于阗国王 60年 | 繼任： 休莫霸 |